# Sean O'Grady
Sean O'Grady est un boxeur américain né le 10 février 1959 à Oklahoma City.

## Carrière
Passé professionnel en 1975, il devient champion des États-Unis des poids légers en 1979 puis échoue une première fois lors d'un championnat WBC de la catégorie le 1er novembre 1980 face à l’Écossais Jim Watt. O'Grady obtient une seconde chance mondiale le 12 avril 1981 en affrontant son compatriote Hilmer Kenty. Il s'empose aux points à l'unanimité des juges et s'empare alors de la ceinture WBA des poids légers. Ce succès sera de courte durée car, ne remettant pas son titre en jeu, il sera destitué par la WBA quelques mois plus tard.